# NGC 1052
NGC 1052 je galaksija u zviježđu Kit.

## Vanjske poveznice
- SEDS: NGC 1052